# Episodi di Crown Court (quarta stagione)
La quarta stagione della serie televisiva Crown Court è stata trasmessa in anteprima nel Regno Unito dalla Independent Television tra il 2 gennaio 1975 e il 31 dicembre 1975.
| nº | Titolo originale                                      | Titolo italiano | Prima TV UK      | Prima TV Italia |
| -- | ----------------------------------------------------- | --------------- | ---------------- | --------------- |
| 1  | Ring in the New Year (Part 1)                         |                 | 2 gennaio 1975   |                 |
| 2  | Ring in the New Year (Part 2)                         |                 | 3 gennaio 1975   |                 |
| 3  | The Quest (Part 1)                                    |                 | 8 gennaio 1975   |                 |
| 4  | The Quest (Part 2)                                    |                 | 9 gennaio 1975   |                 |
| 5  | The Quest (Part 3)                                    |                 | 10 gennaio 1975  |                 |
| 6  | A Difference in Style (Part 1)                        |                 | 15 gennaio 1975  |                 |
| 7  | A Difference in Style (Part 2)                        |                 | 16 gennaio 1975  |                 |
| 8  | A Difference in Style (Part 3)                        |                 | 17 gennaio 1975  |                 |
| 9  | Matron (Part 1)                                       |                 | 22 gennaio 1975  |                 |
| 10 | Matron (Part 2)                                       |                 | 23 gennaio 1975  |                 |
| 11 | Matron (Part 3)                                       |                 | 24 gennaio 1975  |                 |
| 12 | The Personator (Part 1)                               |                 | 29 gennaio 1975  |                 |
| 13 | The Personator (Part 2)                               |                 | 30 gennaio 1975  |                 |
| 14 | The Personator (Part 3)                               |                 | 31 gennaio 1975  |                 |
| 15 | Two in the Mind of One (Part 1)                       |                 | 5 febbraio 1975  |                 |
| 16 | Two in the Mind of One (Part 2)                       |                 | 6 febbraio 1975  |                 |
| 17 | Two in the Mind of One (Part 3)                       |                 | 7 febbraio 1975  |                 |
| 18 | The Murder Monitor (Part 1)                           |                 | 12 febbraio 1975 |                 |
| 19 | The Murder Monitor (Part 2)                           |                 | 13 febbraio 1975 |                 |
| 20 | The Murder Monitor (Part 3)                           |                 | 14 febbraio 1975 |                 |
| 21 | Who Cares? (Part 1)                                   |                 | 19 febbraio 1975 |                 |
| 22 | Who Cares? (Part 2)                                   |                 | 20 febbraio 1975 |                 |
| 23 | Who Cares? (Part 3)                                   |                 | 21 febbraio 1975 |                 |
| 24 | Saboteur (Part 1)                                     |                 | 26 febbraio 1975 |                 |
| 25 | Saboteur (Part 2)                                     |                 | 27 febbraio 1975 |                 |
| 26 | Saboteur (Part 3)                                     |                 | 28 febbraio 1975 |                 |
| 27 | The Trees (Part 1)                                    |                 | 5 marzo 1975     |                 |
| 28 | The Trees (Part 2)                                    |                 | 6 marzo 1975     |                 |
| 29 | The Trees (Part 3)                                    |                 | 7 marzo 1975     |                 |
| 30 | Bad Day at Black Cape (Part 1)                        |                 | 12 marzo 1975    |                 |
| 31 | Bad Day at Black Cape (Part 2)                        |                 | 13 marzo 1975    |                 |
| 32 | Bad Day at Black Cape (Part 3)                        |                 | 14 marzo 1975    |                 |
| 33 | The Mad, Mad Man (Part 1)                             |                 | 19 marzo 1975    |                 |
| 34 | The Mad, Mad Man (Part 2)                             |                 | 20 marzo 1975    |                 |
| 35 | The Mad, Mad Man (Part 3)                             |                 | 21 marzo 1975    |                 |
| 36 | Contempt of Court (Part 1)                            |                 | 26 marzo 1975    |                 |
| 37 | Contempt of Court (Part 2)                            |                 | 27 marzo 1975    |                 |
| 38 | Contempt of Court (Part 3)                            |                 | 28 marzo 1975    |                 |
| 39 | Possessed (Part 1)                                    |                 | 2 aprile 1975    |                 |
| 40 | Possessed (Part 2)                                    |                 | 3 aprile 1975    |                 |
| 41 | Possessed (Part 3)                                    |                 | 4 aprile 1975    |                 |
| 42 | The Also Ran (Part 1)                                 |                 | 9 aprile 1975    |                 |
| 43 | The Also Ran (Part 2)                                 |                 | 10 aprile 1975   |                 |
| 44 | The Also Ran (Part 3)                                 |                 | 11 aprile 1975   |                 |
| 45 | Take Back Your Mink (Part 1)                          |                 | 16 aprile 1975   |                 |
| 46 | Take Back Your Mink (Part 2)                          |                 | 17 aprile 1975   |                 |
| 47 | Take Back Your Mink (Part 3)                          |                 | 18 aprile 1975   |                 |
| 48 | Dead Drunk (Part 1)                                   |                 | 16 aprile 1975   |                 |
| 49 | Dead Drunk (Part 2)                                   |                 | 24 aprile 1975   |                 |
| 50 | Dead Drunk (Part 3)                                   |                 | 25 aprile 1975   |                 |
| 51 | Light the Blue Touch-Paper (Part 1)                   |                 | 30 aprile 1975   |                 |
| 52 | Light the Blue Touch-Paper (Part 2)                   |                 | 1º maggio 1975   |                 |
| 53 | Light the Blue Touch-Paper (Part 3)                   |                 | 2 maggio 1975    |                 |
| 54 | The Healing Hand (Part 1)                             |                 | 7 maggio 1975    |                 |
| 55 | The Healing Hand (Part 2)                             |                 | 8 maggio 1975    |                 |
| 56 | The Healing Hand (Part 3)                             |                 | 9 maggio 1975    |                 |
| 57 | The Obsession (Part 1)                                |                 | 14 maggio 1975   |                 |
| 58 | The Obsession (Part 2)                                |                 | 15 maggio 1975   |                 |
| 59 | The Obsession (Part 3)                                |                 | 16 maggio 1975   |                 |
| 60 | My Mother Said I Never Should... (Part 1)             |                 | 21 maggio 1975   |                 |
| 61 | My Mother Said I Never Should... (Part 2)             |                 | 22 maggio 1975   |                 |
| 62 | My Mother Said I Never Should... (Part 3)             |                 | 23 maggio 1975   |                 |
| 63 | Who Killed Cock Robin? (Part 1)                       |                 | 19 luglio 1975   |                 |
| 64 | Songbirds Out of Tune                                 |                 | 26 luglio 1975   |                 |
| 65 | Inner City Blues                                      |                 | 2 agosto 1975    |                 |
| 66 | Marathon                                              |                 | 9 agosto 1975    |                 |
| 67 | The Natural Bond                                      |                 | 16 agosto 1975   |                 |
| 68 | Evil Liver                                            |                 | 23 agosto 1975   |                 |
| 69 | An Evil Influence (Part 1)                            |                 | 15 ottobre 1975  |                 |
| 70 | An Evil Influence (Part 2)                            |                 | 16 ottobre 1975  |                 |
| 71 | An Evil Influence (Part 3)                            |                 | 17 ottobre 1975  |                 |
| 72 | Never on Saturdays, Never on Sundays (Part 1)         |                 | 22 ottobre 1975  |                 |
| 73 | Never on Saturdays, Never on Sundays (Part 2)         |                 | 23 ottobre 1975  |                 |
| 74 | Never on Saturdays, Never on Sundays (Part 3)         |                 | 24 ottobre 1975  |                 |
| 75 | Will the Real Robert Randell Please Stand Up (Part 1) |                 | 29 ottobre 1975  |                 |
| 76 | Will the Real Robert Randell Please Stand Up (Part 2) |                 | 30 ottobre 1975  |                 |
| 77 | Will the Real Robert Randell Please Stand Up (Part 3) |                 | 31 ottobre 1975  |                 |
| 78 | Hunger Strike (Part 1)                                |                 | 5 novembre 1975  |                 |
| 79 | Hunger Strike (Part 2)                                |                 | 6 novembre 1975  |                 |
| 80 | Hunger Strike (Part 3)                                |                 | 7 novembre 1975  |                 |
| 81 | An Englishman's Home (Part 1)                         |                 | 12 novembre 1975 |                 |
| 82 | An Englishman's Home (Part 2)                         |                 | 13 novembre 1975 |                 |
| 83 | An Englishman's Home (Part 3)                         |                 | 14 novembre 1975 |                 |
| 84 | Blood Is Thicker (Part 1)                             |                 | 19 novembre 1975 |                 |
| 85 | Blood Is Thicker (Part 2)                             |                 | 20 novembre 1975 |                 |
| 86 | Blood Is Thicker (Part 3)                             |                 | 21 novembre 1975 |                 |
| 87 | The Party's Over (Part 1)                             |                 | 26 novembre 1975 |                 |
| 88 | The Party's Over (Part 2)                             |                 | 27 novembre 1975 |                 |
| 89 | The Party's Over (Part 3)                             |                 | 28 novembre 1975 |                 |
| 90 | The Extremist (Part 1)                                |                 | 3 dicembre 1975  |                 |
| 91 | The Extremist (Part 2)                                |                 | 4 dicembre 1975  |                 |
| 92 | The Extremist (Part 3)                                |                 | 5 dicembre 1975  |                 |
| 93 | Mother Love (Part 1)                                  |                 | 10 dicembre 1975 |                 |
| 94 | Mother Love (Part 2)                                  |                 | 11 dicembre 1975 |                 |
| 95 | Mother Love (Part 3)                                  |                 | 12 dicembre 1975 |                 |
| 96 | Dicing (Part 1)                                       |                 | 17 dicembre 1975 |                 |
| 97 | Dicing (Part 2)                                       |                 | 18 dicembre 1975 |                 |
| 98 | Dicing (Part 3)                                       |                 | 18 dicembre 1975 |                 |
| 99 | Humpty Dumpty Sat on the Wall (Part 1)                |                 | 31 dicembre 1975 |                 |